# كتلة البحث

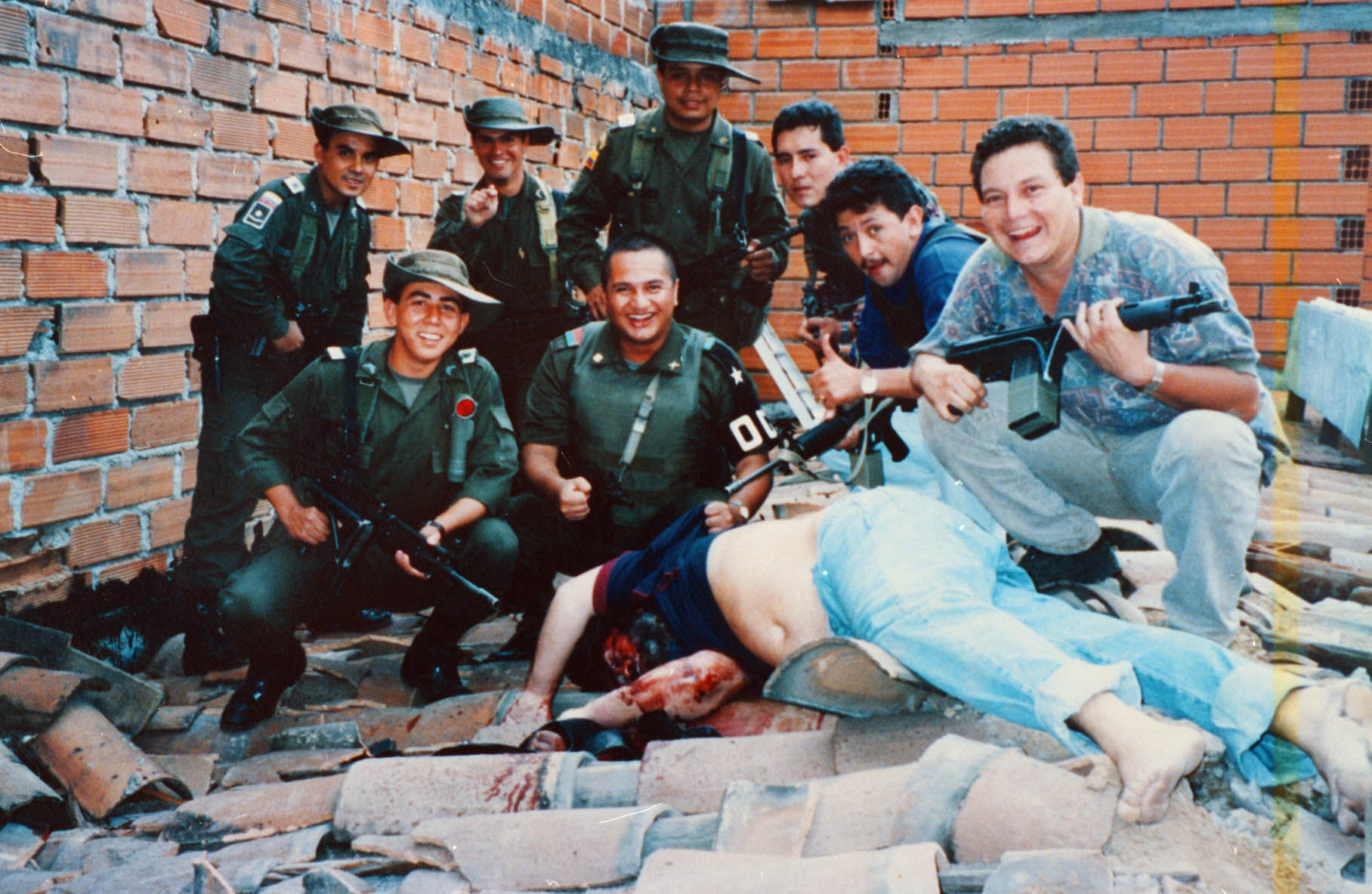
أعضاء كتلة بحث العقيد مارتينيز يحتفلون بجثة بابلو إسكوبار في 2 ديسمبر 1993. وانتهى موت بابلو بمجهود دام ستة عشر شهرًا كلّف مئات الملايين من الدولارات.

كتلة البحث (بالإسبانية: Bloque de Búsqueda)‏، اسم لثلاث وحدات مختلفة من العمليات الخاصة التابعة للشرطة الوطنية الكولومبية، وقد نظمت في الأصل مع التركيز على القبض أو قتل أشخاص أو مجموعات خطرة للغاية. وقد أنشئت بعد هروب مهرب الكوكايين الشهير بابلو إسكوبار من سجن لا كاتدرال.